# Сребрники
Сребрники (пол. Srebrniki) — село в Польщі, у гміні Ковалево-Поморське Ґолюбсько-Добжинського повіту Куявсько-Поморського воєводства.
Населення — 290 осіб (2011).
У 1975-1998 роках село належало до Торунського воєводства.

## Демографія
Демографічна структура станом на 31 березня 2011 року:
|          | Загалом | Допрацездатний вік | Працездатний вік | Постпрацездатний вік |
| -------- | ------- | ------------------ | ---------------- | -------------------- |
| Чоловіки | 147     | 36                 | 101              | 10                   |
| Жінки    | 143     | 30                 | 86               | 27                   |
| Разом    | 290     | 66                 | 187              | 37                   |